# Sherwood Park
Sherwood Park är en ort i Alberta i Kanada. 2011 hade orten 64 733 invånare.

### Fotnoter
1. ↑  ”Strathcona Update” (på engelska). Strathcona. 8 juli 2013. Arkiverad från originalet den 20 februari 2014. https://web.archive.org/web/20140220010156/http://www.strathcona.ca/files/files/economicupdatejuly2013.pdf. Läst 3 februari 2014.